# Gruppo Sportivo Fascio Giovanni Grion 1937-1938
Questa voce raccoglie le informazioni riguardanti il Gruppo Sportivo Fascio Giovanni Grion nelle competizioni ufficiali della stagione 1937-1938.

## Divise
| Prima divisa |

## Rosa
| N. |                   | Ruolo | Calciatore                    |
| -- | ----------------- | ----- | ----------------------------- |
|    | Italia (bandiera) | C     | Sergio Bassi                  |
|    | Italia (bandiera) | C     | Italo Bino                    |
|    | Italia (bandiera) | A     | Mario Busdon (Busidoni)       |
|    | Italia (bandiera) | C     | Ervino Cateni                 |
|    | Italia (bandiera) | P     | Giacomo Crismanich (Crismani) |
|    | Italia (bandiera) | D     | Nicolò Curto                  |
|    | Italia (bandiera) | D     | Egidio Defranceschi           |
|    | Italia (bandiera) | C     | Aldo Fabbro                   |
|    | Italia (bandiera) | C     | Mario Gustincich (Gustini)    |
|    | Italia (bandiera) | C     | Bruno Kazianka (Cazianca)     |
|    | Italia (bandiera) | A     | Giovanni Luciani              |
|    | Italia (bandiera) | A     | Umberto Mangolini             |

| N. |                   | Ruolo | Calciatore                    |
| -- | ----------------- | ----- | ----------------------------- |
|    | Italia (bandiera) | A     | Silvio Marini                 |
|    | Italia (bandiera) | A     | Aldo Mirra                    |
|    | Italia (bandiera) | C     | Daniele Paoletti              |
|    | Italia (bandiera) | A     | Aldo Plaustro                 |
|    | Italia (bandiera) | A     | Giovanni Polonio              |
|    | Italia (bandiera) | D     | Antonino Puglisi              |
|    | Italia (bandiera) | P     | Francesco Sandrin             |
|    | Italia (bandiera) | P     | Enrico Schiffling (Schiffini) |
|    | Italia (bandiera) | A     | Ferruccio Smolizza            |
|    | Italia (bandiera) | A     | Angelo Solazzo                |
|    | Italia (bandiera) | D     | Rodolfo Tomich (Tomi)         |
|    | Italia (bandiera) | A     | Mario Urbani                  |

Fra parentesi il cognome italianizzato imposto al giocatore e riportato dalla stampa sportiva nazionale e locale.

## Risultati

### Serie C

#### Girone A

##### Girone di andata
| Vicenza 26 settembre 1937 1ª giornata | Vicenza | 2 – 2 | Grion Pola |  |

| Arbitro: | Sinico (Verona) |

|              |           |  |
| Smolizza 86’ | Marcatori |  |

| Treviso 10 ottobre 1937 3ª giornata | Treviso | 3 – 0 | Grion Pola |  |

| Arbitro: | Capitanio (Venezia) |

|                       |           |             |
| Polonio 49’ Mangolini | Marcatori | 52’ Parnego |

| Mantova 24 ottobre 1937 5ª giornata | Mantova | 2 – 1 | Grion Pola |  |

| Arbitro: | Cappelli (Trieste) |

|              |           |               |
| Busidoni 83’ | Marcatori | 40’ Sternieri |

| Arbitro: | Mayer (Trieste) |

|                            |           |  |
| Smolizza 39’ Mangolini 55’ | Marcatori |  |

| Arbitro: | Sinico (Verona) |

|             |           |                         |
| Rallo Faini | Marcatori | Marini ?’, ?’ Mangolini |

| Arbitro: | Stecig (Fiume) |

|           |           |  |
| Mirra 41’ | Marcatori |  |

| Arbitro: | Giamboni (Venezia) |

|        |           |         |
| Fabbro | Marcatori | Parovel |

| Arbitro: | Cappelli (Trieste) |

|                           |           |               |
| Paulin 22’ ? 57’ (aut.) ? | Marcatori | 51’ Mangolini |

| Arbitro: | Gardenghi (Brescia) |

|                  |           |                    |
| Tabanelli ?’, ?’ | Marcatori | Smolizza Mangolini |

| Arbitro: | Tiberio (Gorizia) |

|                          |           |             |
| Mangolini 14’ Marini 72’ | Marcatori | 76’ Bertoni |

| Pola 16 gennaio 1938 14ª giornata                              | Grion Pola | 3 – 0 referto | Caratese |  |
| \| \| \| \| \| Marini 34’, 43’ Smolizza 83’ \| Marcatori \| \| |            |               |          |  |
|                                                                |            |               |          |  |
| Marini 34’, 43’ Smolizza 83’                                   | Marcatori  |               |          |  |

| Rovigo 23 gennaio 1938 15ª giornata | Rovigo | 3 – 1 | Grion Pola |  |

##### Girone di ritorno
| Arbitro: | Capitanio (Venezia) |

|                                           |           |                   |
| Solazzo 24’ Mangolini 48’, 61’ Urbani 79’ | Marcatori | 24’, 44’ Menti II |

| Arbitro: | Cappelli (Trieste) |

|          |           |  |
| Volk 61’ | Marcatori |  |

| Arbitro: | Goracci (Firenze) |

|                  |           |  |
| Mangolini Marini | Marcatori |  |

| Verona 20 febbraio 1938 19ª giornata | Audace SME | 0 – 1 | Grion Pola |  |

| Arbitro: | Sinico (Verona) |

|                                  |           |  |
| Marini Solazzo Luciani Mangolini | Marcatori |  |

| Carpi 6 marzo 1938 21ª giornata | Carpi | 1 – 1 | Grion Pola |  |

| Valdagno 13 marzo 1938 22ª giornata | Marzotto Valdagno | 1 – 0 | Grion Pola |  |

| Arbitro: | Ghetti (Modena) |

|  |           |           |
|  | Marcatori | 64’ Famea |

| Ferrara 27 marzo 1938 24ª giornata | SPAL | 1 – 0 | Grion Pola |  |

| Arbitro: | Tiberio (Gorizia) |

|                   |           |           |
| Bottazzi 45’, 70’ | Marcatori | 73’ Curto |

| Arbitro: | Martelli (Livorno) |

|                     |           |  |
| Ziz 36’ Solazzo 55’ | Marcatori |  |

| Arbitro: | Cappelli (Trieste) |

|                   |           |                                      |
| Mangolini 2’, 47’ | Marcatori | 14’, 51’, 63’ Abbatemateo 68’ Degani |

| Forlì 24 aprile 1938 28ª giornata | Forlì | 1 – 0 | Grion Pola |  |

| Carate Brianza 1 maggio 1938 29ª giornata | Caratese | 0 – 2 | Grion Pola |  |

| Arbitro: | Mocchi (Milano) |

|                               |           |                    |
| Mangolini 4’, 8’ Smolizza 65’ | Marcatori | 22’ Volpi Calanchi |

### Coppa Italia
| Arbitro: | Mayer (Trieste) |

|                    |           |  |
| Volk ?’, ?’ Ulrich | Marcatori |  |